# NGC 78
NGC 78은 물고기자리 방향에 있는 상호작용은하이다. NGC 78A, NGC 78B로 나뉜다.